# Erik Gustafsson
Erik Gustafsson (* 15. prosince 1988, Kvissleby) je profesionální švédský hokejový obránce momentálně hrající v týmu Luleå HF v nejvyšší švédské hokejové soutěži SHL, kde plní úlohu kapitána mužstva. 

## Ocenění a úspěchy
- 2008 CCHA - All-Rookie Tým
- 2009 CCHA - Nejlepší obránce
- 2009 CCHA - První All-Star Tým
- 2009 CCHA - Nejlepší nahrávač na pozici obránce
- 2009 CCHA - Nejproduktivnější obránce
- 2009 NCAA - Druhý All-American Tým (západ)
- 2010 CCHA - Nejlepší obránce
- 2010 CCHA - První All-Star Tým
- 2010 NCAA - Druhý All-American Tým (západ)
- 2011 AHL - All-Rookie Tým
- 2011 AHL - All-Star Game
- 2011 AHL - Nejlepší nahrávač jako nováček
- 2015 KHL - Utkání hvězd

## Klubová statistika
| Sezona     | Klub                       | Soutěž     | Základní část | Základní část | Základní část | Základní část | Základní část | Play off | Play off | Play off | Play off | Play off |
| Sezona     | Klub                       | Soutěž     | Z             | G             | A             | B             | TM            | Z        | G        | A        | B        | TM       |
| ---------- | -------------------------- | ---------- | ------------- | ------------- | ------------- | ------------- | ------------- | -------- | -------- | -------- | -------- | -------- |
| 2004/2005  | Timrå IK U18               | Swe U18    | 14            | 4             | 2             | 6             | 12            | —        | —        | —        | —        | —        |
| 2005/2006  | Timrå IK U18               | Swe U18    | 8             | 2             | 1             | 3             | 8             | 3        | 0        | 0        | 0        | 0        |
| 2005/2006  | Timrå IK Jr.               | J20        | 38            | 3             | 4             | 7             | 26            | 1        | 0        | 0        | 0        | 0        |
| 2006/2007  | Timrå IK Jr.               | J20        | 41            | 7             | 13            | 20            | 93            | 3        | 0        | 0        | 0        | 14       |
| 2007/2008  | Northern Michigan Wildcats | CCHA       | 44            | 0             | 27            | 27            | 12            | —        | —        | —        | —        | —        |
| 2008/2009  | Northern Michigan Wildcats | CCHA       | 40            | 4             | 30            | 34            | 10            | —        | —        | —        | —        | —        |
| 2009/2010  | Northern Michigan Wildcats | CCHA       | 39            | 3             | 29            | 32            | 26            | —        | —        | —        | —        | —        |
| 2009/2010  | Adirondack Phantoms        | AHL        | 5             | 2             | 5             | 7             | 0             | —        | —        | —        | —        | —        |
| 2010/2011  | Adirondack Phantoms        | AHL        | 72            | 5             | 44            | 49            | 14            | —        | —        | —        | —        | —        |
| 2010/2011  | Philadelphia Flyers        | NHL        | 3             | 0             | 0             | 0             | 4             | —        | —        | —        | —        | —        |
| 2011/2012  | Adirondack Phantoms        | AHL        | 28            | 1             | 16            | 17            | 14            | —        | —        | —        | —        | —        |
| 2011/2012  | Philadelphia Flyers        | NHL        | 30            | 1             | 4             | 5             | 2             | 7        | 1        | 1        | 2        | 2        |
| 2012/2013  | Adirondack Phantoms        | AHL        | 39            | 5             | 17            | 22            | 37            | —        | —        | —        | —        | —        |
| 2012/2013  | Philadelphia Flyers        | NHL        | 27            | 3             | 5             | 8             | 2             | —        | —        | —        | —        | —        |
| 2013/2014  | Philadelphia Flyers        | NHL        | 31            | 2             | 8             | 10            | 6             | 2        | 1        | 0        | 1        | 2        |
| 2014/2015  | Avangard Omsk              | KHL        | 56            | 6             | 16            | 22            | 18            | 12       | 0        | 3        | 3        | 6        |
| 2015/2016  | EHC Kloten                 | NLA        | 48            | 3             | 26            | 29            | 18            | 4        | 0        | 0        | 0        | 2        |
| 2016/2017  | Avangard Omsk              | KHL        | 50            | 3             | 16            | 19            | 20            | 12       | 0        | 5        | 5        | 4        |
| 2017/2018  | Avangard Omsk              | KHL        | 23            | 1             | 9             | 10            | 6             | —        | —        | —        | —        | —        |
| 2017/2018  | CHK Neftěchimik Nižněkamsk | KHL        | 25            | 1             | 12            | 13            | 18            | 2        | 0        | 1        | 1        | 0        |
| 2018/2019  | Luleå HF                   | SHL        | 49            | 6             | 21            | 27            | 37            | 10       | 3        | 6        | 9        | 2        |
| 2019/2020  | Luleå HF                   | SHL        | 46            | 12            | 20            | 32            | 16            | —        | —        | —        | —        | —        |
| 2020/2021  | Luleå HF                   | SHL        | 47            | 4             | 28            | 32            | 14            | 7        | 0        | 3        | 3        | 2        |
| 2021/2022  | Luleå HF                   | SHL        | 48            | 3             | 23            | 26            | 24            | 17       | 1        | 6        | 7        | 6        |
| NHL celkem | NHL celkem                 | NHL celkem | 91            | 6             | 17            | 23            | 14            | 9        | 2        | 1        | 3        | 4        |
| KHL celkem | KHL celkem                 | KHL celkem | 154           | 11            | 53            | 64            | 62            | 26       | 0        | 9        | 9        | 10       |
| SHL celkem | SHL celkem                 | SHL celkem | 190           | 25            | 92            | 117           | 91            | 34       | 4        | 15       | 19       | 10       |

### Reprezentační statistiky
| 2013            | Švédsko         | MS              | 10 | 1 | 1 | 2 | 2  | . místo  |
| 2014            | Švédsko         | MS              | 8  | 0 | 1 | 1 | 6  | . místo  |
| 2016            | Švédsko         | MS              | 8  | 0 | 0 | 0 | 4  | 6. místo |
| 2018            | Švédsko         | ZOH             | 4  | 0 | 0 | 0 | 2  | 5. místo |
| Senioři celkově | Senioři celkově | Senioři celkově | 30 | 1 | 2 | 3 | 14 |          |